# Copa de Brasil Sub-20
La Copa de Brasil Sub-20 es una competición de fútbol organizada por la Confederación Brasileña de Fútbol (CBF). Realizada anualmente a partir de 2012, el torneo tuvo su primera edición siendo conquistada por el Vitória, que venció al Atlético Mineiro en la final.
Todas las ediciones se disputaron en el sistema de juegos eliminatorios por 32 equipos, un torneo selectivo fue creado para dar un cupo a representantes de la región Norte, pero terminó siendo extinto después de tres ediciones. El campeón de la edición de 2015, el São Paulo, conquistó un cupo en la Copa Libertadores de América Sub-20 como representante brasileño. A partir de 2017, la competición garantiza un cupo para la Supercopa de Brasil Sub-20.

## Palmarés
| Año  | Campeón          | Final Resultado    | Subcampeón           |
| ---- | ---------------- | ------------------ | -------------------- |
| 2012 | Vitória          | 4:1 1:2            | Atlético Mineiro     |
| 2013 | Santos           | 2:0 1:3            | Criciúma             |
| 2014 | Internacional    | 2:1                | Vitória              |
| 2015 | São Paulo        | 2:0                | Athletico Paranaense |
| 2016 | São Paulo        | 3:1 2:2            | Bahia                |
| 2017 | Atlético Mineiro | 1:1 0:0 (3-1 pen.) | Flamengo             |
| 2018 | São Paulo        | 1:2 4:0            | Corinthians          |
| 2019 | Palmeiras        | 2:1 3:4 (4-1 pen.) | Cruzeiro             |
| 2020 | Vasco da Gama    | 2:1 3:3            | Bahia                |
| 2021 | Coritiba         | 1:1 (6-5 pen.)     | Botafogo             |
| 2022 | Palmeiras        | 0:0 (4-2 pen.)     | Flamengo             |
| 2023 | Cruzeiro         | 2:0                | Grêmio               |

## Títulos por equipo
| Equipo              | Títulos | Subtítulos | Años campeón     | Años subcampeón |
| ------------------- | ------- | ---------- | ---------------- | --------------- |
| São Paulo           | 3       | 0          | 2015, 2016, 2018 | ----            |
| Palmeiras           | 2       | 0          | 2019, 2022       | ----            |
| Vitória             | 1       | 1          | 2012             | 2014            |
| Atlético Mineiro    | 1       | 1          | 2017             | 2012            |
| Cruzeiro            | 1       | 1          | 2023             | 2019            |
| Santos              | 1       | 0          | 2013             | ----            |
| Internacional       | 1       | 0          | 2014             | ----            |
| Vasco da Gama       | 1       | 0          | 2020             | ----            |
| Coritiba            | 1       | 0          | 2021             | ----            |
| Bahia               | 0       | 2          | ----             | 2016, 2020      |
| Flamengo            | 0       | 2          | ----             | 2017, 2022      |
| Criciúma            | 0       | 1          | ----             | 2013            |
| Atlético Paranaense | 0       | 1          | ----             | 2015            |
| Corinthians         | 0       | 1          | ----             | 2018            |
| Botafogo            | 0       | 1          | ----             | 2021            |
| Grêmio              | 0       | 1          | ----             | 2023            |

## Títulos por estado
| Estado             | Títulos | Subtítulos |
| ------------------ | ------- | ---------- |
| São Paulo          | 6       | 1          |
| Minas Gerais       | 2       | 2          |
| Bahía              | 1       | 3          |
| Río de Janeiro     | 1       | 3          |
| Paraná             | 1       | 1          |
| Río Grande del Sur | 1       | 1          |
| Santa Catarina     | 0       | 1          |

## Goleadores
| Año  | Jugador                | Club                   | Goles |
| ---- | ---------------------- | ---------------------- | ----- |
| 2012 | Vinícius Araújo        | Cruzeiro               | 9     |
| 2013 | Diego Cardoso          | Santos                 | 9     |
| 2014 | Bruno Gomes            | Internacional          | 7     |
| 2015 | Joanderson David Neres | São Paulo              | 6     |
| 2016 | Shaylon                | São Paulo              | 6     |
| 2017 | Paulo Vitor            | Vasco da Gama          | 6     |
| 2018 | Léo Passos             | Palmeiras              | 6     |
| 2019 | Rodrigo Carvalho       | Flamengo               | 8     |
| 2020 | Thiago Andrade         | Bahia                  | 6     |
| 2021 | Luizão Matheus         | Coritiba Internacional | 6     |
| 2022 | Luccas Gabriel Pablo   | ABC Ceará              | 5     |